# پیرو زوفی
پیرو زوفی (ایتالیایی: Piero Zuffi؛ ‏ ۲۸ آوریل ۱۹۱۹ – ۱ سپتامبر ۲۰۰۶) نقاش، طراح صحنه و کارگردان فیلم اهل ایتالیا بود.
از فیلم‌هایی که وی در آن‌ها نقش داشته‌است، می‌توان به سندیکا: مرگی در باند تبهکاران اشاره نمود.